# Горшково (Шуміхинський округ)
Горшко́во (рос. Горшково) — присілок у складі Шуміхинського району Курганської області, Росія. Входить до складу Каменської сільської ради.
Населення — 85 осіб (2010, 167 у 2002).
Національний склад станом на 2002 рік: росіяни — 96 %.